# Datça

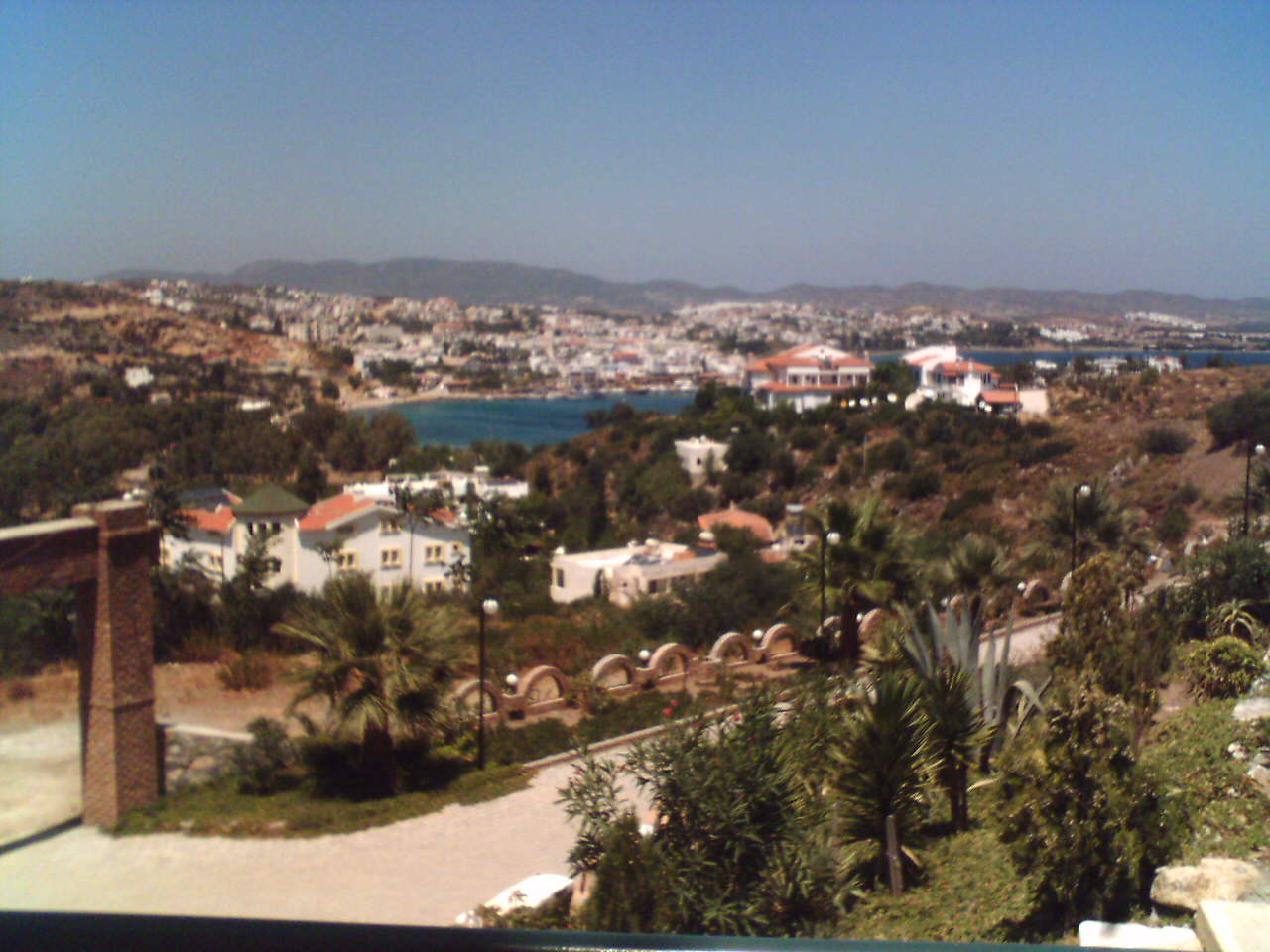
Blick auf den Ort

Datça [ˈdatʃa] ist eine Stadtgemeinde (Belediye) im gleichnamigen Ilçe (Landkreis) der Provinz Muğla in der türkischen Ägäisregion und gleichzeitig ein Stadtbezirk der 2012 gebildeten Büyükşehir belediyesi Muğla (Großstadtgemeinde/Metropolprovinz). Seit der Gebietsreform ab 2013 ist die Gemeinde flächen- und einwohnermäßig identisch mit dem Landkreis. Es ist Teil der Türkischen Riviera.

## Lage
Der Ort liegt an einer etwa fünf Kilometer breiten Engstelle der gleichnamigen Halbinsel, die eine Gesamtfläche von 459 km² umfasst. Landeinwärts liegt Alt-Datça (Eski Datça) mit traditionellen Häusern. Im Osten schließt sich der Kreis/Stadtbezirk Marmaris an, von dem Datça 1929 abgetrennt und eigenständig wurde.

## Verwaltung/Bevölkerung
(Bis) Ende 2012 bestand der Landkreis aus der Kreisstadt und neun Dörfern (Köy), die während der Verwaltungsreform 2013/2014 in Mahalle (Stadtviertel/Ortsteile) überführt wurden. Die drei existierenden Mahalle der Kreisstadt blieben erhalten. Durch die Herabstufung der Dörfer zu Mahalle stieg deren Anzahl auf 12. Ihnen steht ein Muhtar als oberster Beamter vor.
Ende 2020 lebten durchschnittlich 1.976 Menschen in jedem Mahalle, 13.763 Einw. im bevölkerungsreichsten (İskele Mah.).

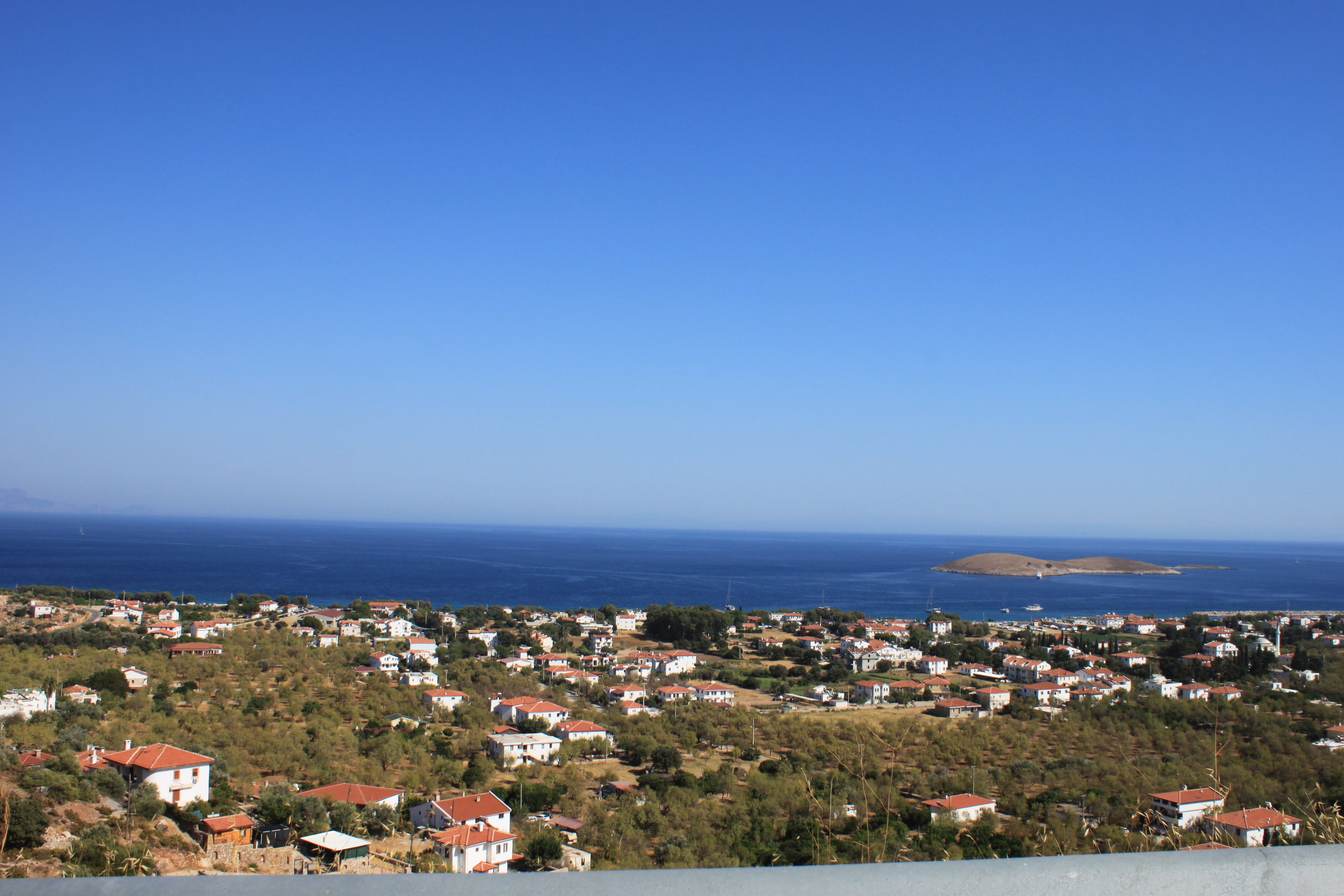
Der Ferienort Yaka im Westen von Datça

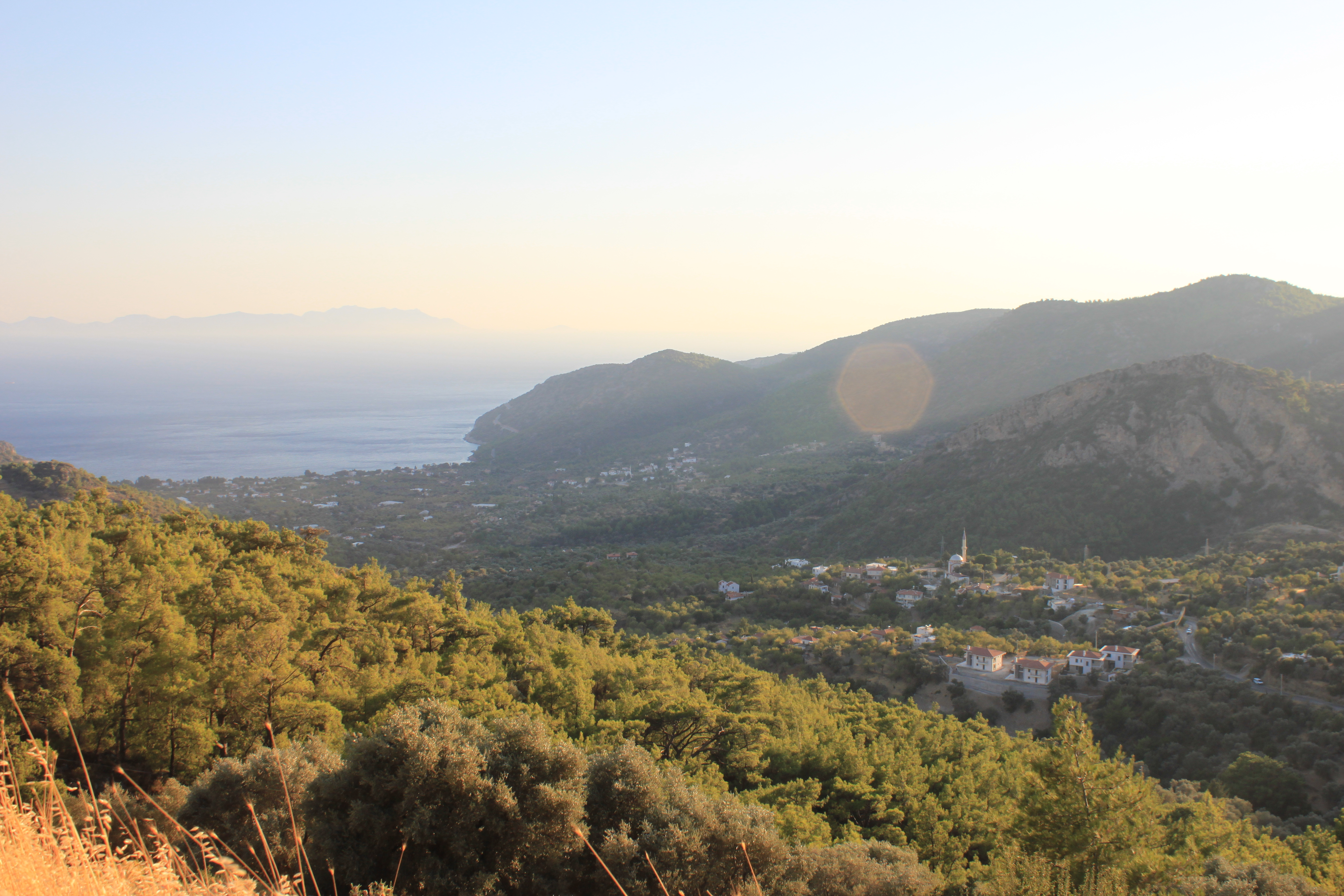
Blick nach Westen auf die Mahalle Mesudiye, westlich von Datça

## Geschichte
Die Region Datça war bereits in der Antike besiedelt. Davon zeugen die Ruinen der antiken Stadt Knidos im Westen der Halbinsel, die ins 7. Jahrhundert v. Chr. datiert werden. Knidos war über seinen Hafen mit der östlichen Mittelmeerregion verbunden.
In seldschukischer Zeit begann die türkische Besiedlung der Halbinsel, wahrscheinlich über den Seeweg.
Zunächst gehörte die Halbinsel zum Herrschaftsbereich der Mentesche. 1390 wurden diese von Sultan Bayezid I. besiegt, die Region fiel damit dem Osmanischen Reich zu.
Der türkische Reisende Evliya Çelebi durchquerte die Region im Jahr 1670 und erwähnt den Ortsnamen „Dacca“, welcher der heutigen Bezeichnung sehr ähnlich ist. Von Evliya Çelebi wissen wir außerdem, dass die Halbinsel im 17. Jahrhundert zwischen 7000 und 8000 Bewohnern zählte.
Seit dem 17. Jahrhundert stand Datça unter dem Einfluss der Lokaldynastie der Tuhfezades.
Durch einen Gebirgszug war die Region vom anatolischen Hinterland abgeschnitten und orientierte sich bis ins frühe 20. Jahrhundert eher in Richtung der ägäischen Inseln Rhodos, Kos und Symi. Das änderte sich jedoch im Jahr 1911, als das Osmanische Reich im Italienisch-Türkischen Krieg die der Halbinsel Datça vorgelagerten Inseln an Italien verlor.
Im Ersten Weltkrieg und durch den Bevölkerungsaustausch zwischen Griechenland und der Türkei im Jahr 1923 ging die Bevölkerung Datças zurück. In den 1950er Jahren sanken die Einwohnerzahlen weiter, viele Bewohner wanderten in die umliegenden Städte ab. Seit den 1970er Jahren entwickelte sich Datça als ein Zentrum des Tourismus, damit stiegen die Bevölkerungszahlen wieder an.
Der Dichter Can Yücel verbrachte hier die letzten Jahrzehnte seines Lebens.

## Verkehr
Datça wird durch eine Hauptstraße mit Marmaris verbunden. Des Weiteren bestehen Fährverbindungen nach Bodrum vom circa fünf Kilometer nördlich der Stadt gelegenen Fährhafen Körmen. Auch zu der gegenüberliegenden griechischen Insel Symi besteht eine wöchentliche Fährverbindung.